# Cantharidus turneri
Cantharidus turneri là một loài ốc biển trong họ Trochidae, the top shells. This species is only known to occur on Stewart Island, New Zealand.